# Luis Pareja
Luis Pareja y Primo, biógrafo español del siglo XVIII.
Es poco lo que sobre él se sabe; era sacerdote y compuso un breve Canals Ilustrada: Historia de las personas venerables y varones Ilustres que han avido naturales de la Universidad de Canals en el Reyno de Valencia. Valencia: por Antonio Balle, 1728.
- Datos: Q5984141